# Egstow
Egstow är en stadsdel i Clay Cross, i civil parish Clay Cross, i distriktet North East Derbyshire, i grevskapet Derbyshire, i England. Egstow var en civil parish från 1894 till 1935 då den blev en del av Clay Cross. Civil parish hade 836 invånare år 1931. Byar nämndes i Domedagsboken (Domesday Book) år 1086, och kallades då Tegestou.